# Kivimäe (przystanek kolejowy)
Kivimäe (est.: Kivimäe raudteepeatus) – przystanek kolejowy w Tallinnie, w prowincji Harjumaa, w Estonii, w dzielnicy Kivimäe. Znajduje się na szerokotorowej linii Tallinn – Keila, w dzielnicy Pääsküla. 10 km od dworca kolejowego w Tallinnie. Obsługiwany jest przez pociągi elektryczne Eesti Liinirongid.

## Linie kolejowe
- Tallinn – Keila